# ماجورو
ماغورو هي عاصمة جزر مارشال وأكبر مدنها و تقع في سلسلة راتاك .
يبلغ عدد سكان المدينة حوالي 30 الف نسمة.

## المناخ
يظهر الجدول التالي التغييرات المناخية على مدار السنة لماجورو:
| البيانات المناخية لـماجورو                         | البيانات المناخية لـماجورو | البيانات المناخية لـماجورو | البيانات المناخية لـماجورو | البيانات المناخية لـماجورو | البيانات المناخية لـماجورو | البيانات المناخية لـماجورو | البيانات المناخية لـماجورو | البيانات المناخية لـماجورو | البيانات المناخية لـماجورو | البيانات المناخية لـماجورو | البيانات المناخية لـماجورو | البيانات المناخية لـماجورو | البيانات المناخية لـماجورو |
| الشهر                                              | يناير                      | فبراير                     | مارس                       | أبريل                      | مايو                       | يونيو                      | يوليو                      | أغسطس                      | سبتمبر                     | أكتوبر                     | نوفمبر                     | ديسمبر                     | المعدل السنوي              |
| -------------------------------------------------- | -------------------------- | -------------------------- | -------------------------- | -------------------------- | -------------------------- | -------------------------- | -------------------------- | -------------------------- | -------------------------- | -------------------------- | -------------------------- | -------------------------- | -------------------------- |
| متوسط درجة الحرارة الكبرى °ف (°م)                  | 85.5 (29.7)                | 85.9 (29.9)                | 86.1 (30.1)                | 86.1 (30.1)                | 86.4 (30.2)                | 86.3 (30.2)                | 86.4 (30.2)                | 86.7 (30.4)                | 86.9 (30.5)                | 86.9 (30.5)                | 86.6 (30.3)                | 85.9 (29.9)                | 86.3 (30.2)                |
| متوسط درجة الحرارة الصغرى °ف (°م)                  | 77.8 (25.4)                | 77.9 (25.5)                | 78.0 (25.6)                | 78.1 (25.6)                | 78.3 (25.7)                | 77.9 (25.5)                | 77.8 (25.4)                | 77.9 (25.5)                | 77.9 (25.5)                | 77.8 (25.4)                | 77.9 (25.5)                | 77.7 (25.4)                | 77.9 (25.5)                |
| الهطول إنش (مم)                                    | 8.28 (210)                 | 7.62 (194)                 | 7.55 (192)                 | 9.63 (245)                 | 9.86 (250)                 | 10.93 (278)                | 11.93 (303)                | 11.42 (290)                | 12.14 (308)                | 13.27 (337)                | 13.23 (336)                | 11.56 (294)                | 127.42 (3٬236)             |
| متوسط أيام هطول الأمطار (≥ 0.01 in)                | 19.3                       | 16.1                       | 17.6                       | 18.9                       | 22.1                       | 23.1                       | 24.3                       | 22.9                       | 22.9                       | 23.4                       | 22.9                       | 22.7                       | 256.2                      |
| متوسط الرطوبة النسبية (%)                          | 77.7                       | 77.1                       | 79.0                       | 80.7                       | 81.9                       | 81.1                       | 80.5                       | 79.3                       | 79.4                       | 79.4                       | 79.9                       | 79.7                       | 79.6                       |
| ساعات سطوع الشمس الشهرية                           | 224.4                      | 218.6                      | 252.8                      | 219.4                      | 224.8                      | 210.8                      | 217.0                      | 232.2                      | 217.8                      | 205.4                      | 191.4                      | 197.4                      | 2٬612                      |
| نسبة وصول أشعة الشمس                               | 61                         | 66                         | 67                         | 60                         | 58                         | 56                         | 56                         | 61                         | 60                         | 55                         | 54                         | 54                         | 59                         |
| المصدر: NOAA (relative humidity and sun 1961−1990) |                            |                            |                            |                            |                            |                            |                            |                            |                            |                            |                            |                            |                            |

## توأمة
لماجورو اتفاقيات توأمة مع:
- تايبيه (1998 - )

## أعلام
- هيلدا هاين